# Coelidia venosa
Coelidia venosa är en insektsart som beskrevs av Ernst Friedrich Germar 1821. Coelidia venosa ingår i släktet Coelidia och familjen dvärgstritar. Inga underarter finns listade i Catalogue of Life.